# Dornum
Dornum est une commune allemande de l'arrondissement d'Aurich, dans le land de Basse-Saxe.

## Villages
- Roggenstede

## Personnalités liées à la ville
- Johannes Fabricius (1587-1617), astronome né à Resterhafe ;
- Al Shean (1868-1949), acteur né à Dornum.
- Horst Posdorf (1948-2017), homme politique né à Dornum.